# Orgy
Orgy (рус. орджи, в переводе с англ. — «оргия») — американская синти-рок-группа, образованная в Лос-Анджелесе, Калифорния.

## История

### Формирование группы (1996—1997)
Идея создания музыкального проекта возникла у Джея Гордона, ранее работавшего над продюсированием одноимённого альбома группы Coal Chamber, и Райана Шака, игравшего в хард-рок-группе Sexart вместе с Джонатаном Дэвисом. Вскоре к музыкантам присоединились Пейдж Хейли, Амир Дерак, Бобби Хьюитт, и в 1997 году состав коллектива окончательно оформился. Группа получила название «Orgy», однако музыканты утверждали, что оно не несет в себе сексуального подтекста и указывает на мешанину музыкальных стилей, используемых в их творчестве. Спустя шесть месяцев после формирования, Orgy начали сотрудничество с лейблом Elementree Records принадлежащем ню-метал-группе Korn.

### CandyassиVapor Transmission(1998—2000)
После ряда выступлений в клубах Лос-Анджелеса Orgy подписали контракт с Reprise Records и приступили к записи дебютного студийного альбома. 18 августа 1998 года пластинка, названная Candyass, поступила в продажу. Альбом был положительно воспринят общественностью; Candyass занял 32 место чарта Billboard 200 и на 1 строчку Top Heatseekers. Кроме того, диск был признан платиновым, а кавер-версия песни «Blue Monday» группы New Order, вошедшая в альбом и выпущенная в качестве сингла, стала для Orgy настоящим хитом-прорывом. Композиция заняла высокие позиции чартов нескольких стран, часто звучала на радиостанциях альтернативного рока, а видеоклип регулярно транслировался на MTV. Участник группы Пейдж Хейли отреагировал на внезапную популярность группы следующим образом:
Все наши песни слегка чокнутые, но их всё равно можно слышать на радио. Не ищите в них много смысла.
Оригинальный текст (англ.)«Our songs are all just slightly deranged, but i can definitely hear them on the radio. Don’t look for any more meaning than that».
В поддержку Candyass Orgy провели гастрольный тур, первый концерт которого состоялся на фестивале EdgeFest в Талсе, Оклахома. Также музыканты поучаствовали в Family Values Tour 1998, в рамках которого также выступили Korn, Limp Bizkit, Айс Кьюб, Incubus и Rammstein.
Релиз второго студийного альбома группы Vapor Transmission состоялся 10 октября 2000 года. Пластинка была благоприятно встречена музыкальными обозревателями и также имела коммерческий успех. Vapor Transmission разместился на 16 строчке Billboard 200, а через некоторое время был удостоен золотого статуса. С Vapor Transmission было выпущено четыре сингла, среди которых наиболее успешными оказались «Fiction (Dreams in Digital)» и «Opticon».
В ноябре 2000 года стартовал второй концертный тур группы, который продлился до марта 2001. В рамках этого тура музыканты выступили на нескольких музыкальных фестивалях и провели ряд совместных гастролей с Papa Roach.

### Punk Statik Paranoiaи перерыв (2001—2005)
В сентябре 2001 года Orgy записали и выпустили песню «Faces» специально для саундтрека к фильму Образцовый самец. В 2002 Джей Гордон создаёт ремикс композиции «Points of Authority» группы Linkin Park для их ремиксового альбома Reanimation. Трек был переименован в «Pts.OF.Athrty» и выпущен в качестве сингла 20 марта 2002 года.
Коллектив покинул Reprise, тем самым начав более тесную работу с Elementree Records. Но вскоре, Джей Гордон организовывает собственный независимый лейбл D1 Music, после чего группа начала работу над третьим студийным альбомом. Запись пластинки проходила крайне напряжённо. Из-за частых конфликтов Райан Шак и Амир Дерак практически перестали участвовать в работе над альбомом, и сосредоточились на своём музыкальном проекте Julien-K.
В 2003 году запись была окончена. Перед выходом пластинки был запущен сайт www.punkstatikparanoia.com, а 24 февраля 2004 состоялся релиз альбома, получившего название Punk Statik Paranoia. Диск занял 11 место чарта Top Independent Albums. Punk Statik Paranoia не смог превзойти успеха предыдущих альбомов. На низких продажах пластинки сказались отсутствие промоушена и музыкальный стиль, который несколько отличался от ранних работ группы.
После проведения небольшого концертного тура и выпуска 23 августа 2005 года сингла «Pure» и видеоальбома Trans Global Spectacle, Orgy объявили о прекращении какой-либо деятельности в пользу сторонних проектов. При этом музыканты заявили, что группа официально остаётся действующей.

### Возобновление деятельности с новым составом (2008 — настоящее время)
В июле 2008 года Райан Шак сообщил о возможном возвращении группы. Но этого так и не произошло, так как он и Амир Дерак полностью сосредоточились на работе с Julien-K и Dead by Sunrise. Осенью 2010 года стало известно, что Шак и Дерак не будут продолжать работать в Orgy. Бобби Хьюитт и Пейдж Хейли сказали, что также не намерены возвращаться в состав. Вскоре Джей Гордон объявил о привлечении других участников в коллектив.
В начале 2012 года группа начинает активную концертную деятельность, а в сентябре 2012 был выпущен сингл «Grime of the Century». В 2013 коллективом был проведён гастрольный тур, получивший название Wide Awake and Dead Tour. 23 февраля 2014 года был выпущен сингл «Wide Awake and Dead». 22 апреля на данную песню был снят видеоклип.
23 марта 2015 группой был выпущен их первый EP-альбом, получивший название Talk Sick. Также был анонсирован ещё один EP — Entropy, однако подробной информации о нём на данный момент нет.

## Музыкальная характеристика и тексты песен
Музыкальные критики, как правило, относят творчество Orgy к синти-року, индастриал-року, индастриал-металу и альтернативному металу. Помимо этого, прослеживаются влияния синти-попа и новой волны. Третий студийный альбом Punk Statik Paranoia стилистически более близок к ню-металу. Первый EP-альбом Talk Sick по исполнению близок к дэнс-року, и в большей степени напоминает композиции Julien-K. Сами же участники группы называют свой стиль «дэт-поп».
Тексты песен дебютного альбома Orgy Candyass были охарактеризованы Джеем Гордоном как «чушь собачья… враки и сказочные истории». Лирическая направленность Vapor Transmission, второй пластинки коллектива, тяготела к научной фантастике. Тексты композиций Punk Statik Paranoia посвящены теме депрессии, паранойи и неразделённой любви. Согласно буклету, прилагавшегося к альбому, Punk Statik Paranoia посвящён Чарльзу Гордону, отцу Джея Гордона, который скончался в период записи.

## Состав группы
| Нынешний состав - Джей Гордон — вокал (1997—настоящее время) - Карлтон Бост — гитара (2011—настоящее время) - Крейтон Эмрик — синтезатор, синтезаторная гитара (2013—настоящее время) - Ник Спек — бас-гитара (2011—настоящее время) - Бобби Амаро — ударные (2013—настоящее время) | Бывшие участники - Райан Шак — гитара, бэк-вокал (1997—2005) - Амир Дерак — синтезатор, синтезаторная гитара, программинг (1997—2005) - Пейдж Хейли — бас-гитара (1997—2005) - Бобби Хьюитт — ударные (1997—2005) - Эшбёрн Миллер — гитара, синтезатор (2011—2013) - Джейми Миллер — ударные (2011—2013) |

Временная шкала

## Дискография

### Студийные альбомы
| 1998                                      | Candyass Детали - Выход: 18 августа - Лейблы: Reprise, Warner Music, Elementree - Форматы: CD, компакт-кассета, цифровая дистрибуция | 32 | 1 | —  | RIAA: Платиновый |
| 2000                                      | Vapor Transmission Детали - Выход: 10 октября - Лейблы: Reprise, Warner Music - Форматы: CD, компакт-кассета, цифровая дистрибуция   | 16 | — | —  | RIAA: Золотой    |
| 2004                                      | Punk Statik Paranoia Детали - Выход: 24 февраля - Лейблы: D1 Music, Universal Music - Форматы: CD, цифровая дистрибуция              | —  | — | 11 |                  |
| «—» означает, что альбом не попал в чарт. | |    |   |    |                  |

### Синглы
| Год                                      | Сингл                         | Высшая позиция | Высшая позиция | Высшая позиция | Высшая позиция | Высшая позиция | Высшая позиция | Высшая позиция | Высшая позиция | Высшая позиция | Альбом                                |
| Год                                      | Сингл                         | Hot 100        | US Alt.        | US Dance       | Dance Sales    | Main. Rock     | AUS            | CAN            | GER            | NZ             | Альбом                                |
| ---------------------------------------- | ----------------------------- | -------------- | -------------- | -------------- | -------------- | -------------- | -------------- | -------------- | -------------- | -------------- | ------------------------------------- |
| 1998                                     | «Stitches / Dissention»       | —              | 18             | —              | —              | 38             | —              | —              | —              | —              | Candyass                              |
| 1998                                     | «Blue Monday»                 | 56             | 4              | 2              | 1              | 18             | 36             | 5              | 83             | 30             | Candyass                              |
| 2000                                     | «Fiction (Dreams in Digital)» | —              | 6              | —              | —              | 38             | —              | —              | —              | —              | Vapor Transmission                    |
| 2000                                     | «Suckerface»                  | —              | —              | —              | —              | —              | —              | —              | —              | —              | Vapor Transmission                    |
| 2000                                     | «Opticon»                     | 56             | 26             | 25             | —              | —              | —              | —              | —              | —              | Vapor Transmission                    |
| 2001                                     | «Eva»                         | —              | —              | —              | —              | —              | —              | —              | —              | —              | Vapor Transmission                    |
| 2001                                     | «Faces»                       | —              | —              | —              | —              | —              | —              | —              | —              | —              | Образцовый самец (саундтрек к фильму) |
| 2003                                     | «The Obvious»                 | —              | —              | —              | —              | —              | —              | —              | —              | —              | Punk Statik Paranoia                  |
| 2004                                     | «Vague»                       | —              | —              | —              | —              | —              | —              | —              | —              | —              | Punk Statik Paranoia                  |
| 2005                                     | «Pure»                        | —              | —              | —              | —              | —              | —              | —              | —              | —              | Punk Statik Paranoia                  |
| 2012                                     | «Grime of the Century»        | —              | —              | —              | —              | —              | —              | —              | —              | —              | Неальбомный сингл                     |
| 2014                                     | «Wide Awake and Dead»         | —              | —              | —              | —              | —              | —              | —              | —              | —              | Неальбомный сингл                     |
| 2018                                     | «Army to Your Party»          | —              | —              | —              | —              | —              | —              | —              | —              | —              | Неальбомный сингл                     |
| «—» означает, что сингл не попал в чарт. |                               |                |                |                |                |                |                |                |                |                |                                       |

### Видеоальбомы
| Год  | Альбом                                                                            |
| ---- | --------------------------------------------------------------------------------- |
| 2005 | Trans Global Spectacle Детали - Выход: 23 августа - Лейбл: D1 Music - Формат: DVD |

### EP
| Год  | Альбом                                                                                  |
| ---- | --------------------------------------------------------------------------------------- |
| 2015 | Talk Sick Детали - Выход: 23 марта - Лейбл: D1 Music - Формат: CD, цифровая дистрибуция |